# Pakielnia
Pakielnia (lit. Pakalniai) − wieś na Litwie, w rejonie wileńskim, 7 km na północny zachód od Duksztów, zamieszkana przez 5 ludzi.

## Historia
W dwudziestoleciu międzywojennym leżała w Polsce, w województwie wileńskim, w powiecie wileńsko-trockim, w gminie Mejszagoła.
Po II wojnie światowej w granicach Związku Sowieckiego. Od 1991 na niepodległej Litwie.